# Irakische Fußballnationalmannschaft (U-17-Junioren)
Die irakische Fußballnationalmannschaft der U-17-Junioren ist die Auswahl irakischer Fußballspieler der Altersklasse U-17, die die Iraq Football Association auf internationaler Ebene, beispielsweise in Freundschaftsspielen gegen die Junioren-Auswahlmannschaften anderer nationaler Verbände, aber auch bei der U-16-Asienmeisterschaft des Kontinentalverbandes AFC oder der U-17-Weltmeisterschaft der FIFA repräsentiert. Größte Erfolge der Mannschaft waren die Teilnahme an der Weltmeisterschaft 2013 sowie die Bronzemedaillen bei den Asienmeisterschaften 1985 und Asienmeisterschaft 2012.

## Teilnahme an U-16- und U-17-Weltmeisterschaften
| U-16-Weltmeisterschaft - 1985: nicht qualifiziert - 1987: nicht qualifiziert - 1989: nicht qualifiziert U-17-Weltmeisterschaft - 1991: nicht qualifiziert - 1993: nicht qualifiziert - 1995: nicht qualifiziert - 1997: nicht qualifiziert - 1999: nicht qualifiziert - 2001: nicht qualifiziert - 2003: nicht qualifiziert | - 2005: nicht qualifiziert - 2007: nicht qualifiziert - 2009: nicht qualifiziert - 2011: nicht qualifiziert - 2013: Vorrunde - 2015: nicht qualifiziert - 2017: Achtelfinale - 2019: nicht qualifiziert - 2023: nicht qualifiziert |

## Teilnahme an U-16- und U-17-Asienmeisterschaften
| U-16-Asienmeisterschaft  | U-17-Asienmeisterschaft  |
| ------------------------ | ------------------------ |
| 1985: 3. Platz           |                          |
| 1986: nicht qualifiziert |                          |
| 1988: 4. Platz           |                          |
| 1990: nicht qualifiziert |                          |
|                          | 1992: nicht qualifiziert |
|                          | 1994: Vorrunde           |
|                          | 1996: nicht qualifiziert |
|                          | 1998: Vorrunde           |
|                          | 2000: nicht qualifiziert |
|                          | 2002: nicht qualifiziert |
|                          | 2004: Viertelfinale      |
|                          | 2006: Vorrunde           |
| 2008: nicht qualifiziert |                          |
| 2010: Viertelfinale      |                          |
| 2012: Halbfinale         |                          |
| 2014: nicht qualifiziert |                          |
| 2016: Asienmeister       |                          |
| 2018: nicht qualifiziert |                          |
|                          | 2023: nicht qualifiziert |